# 10e gala des prix Félix
Les Lauréats des prix Félix en 1988, artistes québécois œuvrant dans l'industrie de la chanson, ont reçu leurs récompenses à l'occasion du dixième Gala de l'ADISQ, animé par tous les artistes qui l'avaient présenté depuis les débuts (Denise Filiatrault, Dominique Michel, Yvon Deschamps, Jean-Pierre Ferland, Jean-Guy Moreau, Ding et Dong et André-Philippe Gagnon). Il eut lieu le 23 octobre 1988.

## Interprète masculin de l'année
- Michel Rivard

Autres nommés : Pierre Bertrand, Jim Corcoran, Marc Drouin, Claude Dubois, Pierre Flynn, Daniel Lavoie, Michel Pagliaro, Richard Séguin, René Simard.

## Interprète féminine de l'année
- Céline Dion

Autres nommées : Johanne Blouin, Diane Dufresne, Louise Forestier, Marjo, Mitsou, Marie-Denise Pelletier, Marie Philippe, Francine Raymond, Martine St-Clair.

## Révélation de l'année
- Mitsou

Autres nommés: Johanne Blouin, Bogart, Pierre Flynn, Paparazzi.

## Groupe de l'année
- Madame

Autres nommés : Bogart, Marc Drouin et les Échalottes, Nuance, Paparazzi.

## Auteur-compositeur de l'année
- Daniel DeShaime

Autres nommés : Marc Chabot, Marie-Claire Séguin et Richard Séguin, Jean-Alain Roussel, Vincent Fournier et Martine St-Clair, Pierre Flynn.

## Artiste s'étant le plus illustré hors Québec
- Céline Dion

Autres nommés : Jean Lapointe, Daniel Lavoie, Michel Rivard, Gilles Vigneault.

## Artiste de la francophonie s'étant le plus illustré au Québec
- La Compagnie créole

## Chanson populaire de l'année
- Incognito de Céline Dion

Autres nommées : Tu peux pas de Claude Dubois, Doux de Marjo, Bye bye, mon cowboy de Mitsou, Tourne la page de Nathalie et René Simard, Au cœur du désert de Martine St-Clair.

## Album le plus vendu
- Celle qui va de Marjo

## 45-tours le plus vendu
- Tourne la page de Nathalie et René Simard.

## Album pop de l'année
- Merci Félix de Johanne Blouin

Autres nommés: Chante l'amour de Pier Béland, Party pour danser d'Édith Butler, Si ça vous chante de Ginette Reno, Les îles de Gilles Vigneault.

## Album pop-rock de l'année
- Journée d'Amérique de Richard Séguin

Autres nommés : Dubois de Claude Dubois, Top secret de Diane Dufresne, À l'état pur de Marie-Denise Pelletier, Martine St-Clair de Martine St-Clair.

## Album rock de l'année
- Le parfum du hasard de Pierre Flynn

Autres nommés : Delta Zone de Delta Zone, Eldorado de Madame, Paparazzi de Paparazzi, Les gitans reviennent toujours de Lucien Francoeur.

## Album pop-rock en anglais
- Pop Goes The World de Men Without Hats

Autres nommés : Bundock SA de Bundock, Taming The Power Inside de Michel Lemieux, Young Man Running de Corey Hart, One Love Sets You Free de Patrick Norman.

## Premier album de l'année
- Merci Félix de Johanne Blouin

Autres nommés : Double joie de Steve Barakatt, Le parfum du hasard de Pierre Flynn, Montréal Concerto de Marie-Andrée Ostiguy, Francine Raymond de Francine Raymond, Le Cirque du Soleil du Cirque du Soleil.

## Album country de l'année
- Chante avec moi de Johanne Provencher

Autres nommés : En douceur de Georges Hamel, Merci mes amis de Marie King, Réponds-moi de Céline et Guylaine, Tout comme au Jour de l'an de la Bottine Souriante.

## Album instrumental de l'année
- Le Cirque du Soleil du Cirque du Soleil

## Album enfants de l'année
- Joyeux Noël à tous les enfants de Nathalie Simard

Autres nommés : Au château des enfants avec grand-mère Sourire de Claudette Delorimier, Perle, Caramel et leurs amis de Mireille Daoust et Armand Labelle, Une journée dans la vie d'un enfant de Claire Pimparé.

## Album humour de l'année
- The Spectacle de Rock et Belles Oreilles

Autres nommés : Gil Tibo en direct pour rire... de Gil Tibo, Yvon Deschamps de Yvon Deschamps.

## Meilleure performance sur scène de l'année
- Céline Dion

Autres nommés : Daniel Lavoie, Diane Dufresne, Serge Lama, Michel Rivard.

## Spectacle pop de l'année
- Un trou dans les nuages de Michel Rivard

Autres nommés : Céline Dion de Céline Dion, Napoléon Lama de Serge Lama, Symphonique'n roll de Diane Dufresne, Vue sur la mer de Daniel Lavoie.

## Spectacle humour de l'année
- Le festival mondial de Ding et Dong de Ding et Dong

Autres nommés : Le Groupe Sanguin de le Groupe Sanguin, HHHHE! de les Foubracs, Les Monstres de l'humour de les Monstres de l'humour.

## Vidéoclip de l'année
- Tourne la page de Nathalie et René Simard.

Autres nommés : Ordinary people de The Box, Rain de Michael Breen, En chair et en os de Jim Corcoran, Possession de Pierre Flynn, Volcano de Michel Lemieux, Bye bye, mon cowboy de Mitsou, Tant d'amour de Paparazzi, Je rêve encore de Marie Philippe, Le privé de Michel Rivard.

## Hommage
- Guy Latraverse

## Sources
Gala de l'ADISQ 1988